# منتخب مالطا تحت 21 سنة لكرة القدم
منتخب مالطا تحت 21 سنة لكرة القدم هو الممثل الرسمي لـ مالطا في بطولات كرة القدم تحت 21 سنة. يشارك الفريق في بطولة أوروبا تحت 21 لكرة القدم التي تقام كل عامين.